# 황민당 사건
황민당 사건(皇民党事件)은 1987년 일본 자유민주당 총재 선거와 관련하여 일본황민당이 일으킨 사건이다. 1992년 도쿄 사가와큐빈 사건 공판 때 "총리 결정에 어둠의 세력이 개입했다"는 발언으로 문제가 되었다.
당시 일본의 내각총리대신이던 나카소네 야스히로는 퇴임을 앞두고 사실상의 총재 지명권을 가지게 된다. 총재 후보는 다케시타 노보루, 아베 신타로, 미야자와 기이치 등이었는데 우익 단체인 황민당이 '일본에서 가장 돈을 잘 버는 다케시타 씨를 총리로 하자'면서 연설을 하고 다녔다. 이건 다케시타를 지지하는 것이 아니라 비꼬는 것이었는데 그 이유로 다케시타가 오랫동안 자유민주당의 흑막으로 활동하던 다나카 가쿠에이에게 반기를 들었던 것에 대한 반감을 가졌기 때문인 것으로 알려졌다.
다케시타는 황민당의 악의적인 연설 때문에 원형 탈모증이 생길 정도였다고 알려졌는데 이 소문이 다시 악의적으로 퍼져 '정신적으로 약해질 정도면 총리의 직무를 맡을 수 없는 것이 아닌가'라며 다케시타를 더욱 몰아붙였다. 다케시타 스스로도 후계 총재로 선임되기에는 무리라고 말했다고 한다. 이후 가네마루 신, 오자와 이치로 등이 폭력단과의 연결이 강한 사가와큐빈의 사장 와타나베 히로야스에게 중개를 의뢰했다. 와타나베는 곧바로 광역 폭력단인 이나가와회에 황민당과의 중개를 의뢰했다. 이를 받아들인 이나가와회는 황민당과 두 차례 회담한 결과 다케시타가 다나카에게 직접 사과하는 것을 조건으로 다케시타 비판을 멈추기로 합의했다. 이후 다케시타가 다나카의 저택을 찾아가면서 황민당의 다케시타 비판도 끝이 났다. 다만 당시 다나카는 다케시타를 실제로 만나주지는 않았다.
그런데 황민당의 활동을 막기 위해 이나가와회에 50억 엔을 뿌렸다는 의혹으로 다케시타는 훗날 증인 신문을 받았는데 일부 사실 관계를 부정하면서도 도의적 책임은 인정했다. 하지만 의원직 사퇴는 거부했다. 또한 이 사건을 계기로 「국회의사당 등 주변 지역 및 외국 공관 등 주변 지역의 평온의 유지에 관한 법률」이 제정되었다.

## 진술 조서 낭독 문제
사가와큐빈은 1992년 도쿄 사가와큐빈 사건에 연루되어 재판에 회부되었다. 그런데 1992년 11월 5일 도쿄지방재판소에서 열린 공판에서 당시 황민당의 다케시타 비판을 중지해줄 것에 대해 설득에 나섰던 자민당 의원의 실명이 밝혀졌다. 우익 활동가인 오시마 류민이 검찰 조사를 받을 당시의 진술 조서를 법정에서 공개한 것인데 당시 언급된 이름은 가네마루, 모리 요시로, 하마다 고이치, 오부치 게이조, 가지야마 세이로쿠, 우오즈미 히로히데, 우라타 마사루 등 7명이었다. 이중 모리, 하마다, 우오즈미, 우라타는 본인이 직접, 나머지 3명은 대리인을 통해 다케시타에 대한 비판을 멈춰줄 것을 요청했다고 한다.
하마다, 우오즈미, 우라타는 황민당과의 접촉을 인정했지만 나머지 4명은 사실 무근이라며 반발했다. 오시마의 조서를 법정에서 낭독한 것이 자민당 의원 및 당의 명예를 현저히 손상시키는 것이라며 오시마는 물론 재판장과 담당 검사를 포함한 사법 당국을 비판하고 형사 고소할 뜻을 내비쳤다. 또 이와 별개로 재판관소추위원회와 검찰관적격심사회에 소추할 것도 검토했다. 결국 법무대신이 조서의 내용이 불확실했다고 인정하면서 자민당도 더 이상의 대응에 나서지 않았다.
한편, 가네마루는 황민당 사건을 막기 위해 이나가와회 등 폭력단과 접촉한 것을 인정했는데 이 과정에서 "강에 빠진 사람을 구해줬으니 폭력단이라도 감사 인사를 전하는 것은 당연하다"고 말했다. 또한 가네마루와 오자와는 훗날 이나가와회를 찾았을 때 회장 이시이 다카마사에게 정중히 머리를 숙였다고 한다.

## 같이 보기
- 나카소네 재정